# Ashdown, Arkansas
Ashdown är administrativ huvudort i Little River County i Arkansas. Vid 2010 års folkräkning hade Ashdown 4 723 invånare.